# Adolph Occo
Adolph Occo, aussi dit Adolph Occo III pour le distinguer de son père, né le 17 octobre 1524 à Augsbourg – décédé le 28 septembre 1606 dans cette ville, est un numismate, médecin et épigraphiste allemand, ami d’André Vésale et de Conrad Gessner.

## Biographie
Issu d’une famille de médecins, il étudie la médecine à Tübingen et à Padoue, puis devient docteur en médecine à Ferrare en 1549. Il revient ensuite dans sa patrie et succède à son père. En 1573, il est anobli par l’empereur Maximilien II de Habsbourg. De 1582 jusqu’à sa mort à Augsbourg, il préside le collège médical. Il consacre sa vie aux études érudites.

## Ouvrages
- 1573 pharmacopée de sa cité, rééditée plusieurs fois [1].
- 1579 à Anvers[2] Impp. romanorum numismata a Pompeio Magno ad Heraclium (Monnaies des imperators romains de Pompée à Héraclius, ouvrage numismatique, réédité à Augsbourg en 1601 [3]. Troisième édition publiée après la mort de son auteur[4]. C’est le plus connu de ses ouvrages. Occo l’a dédié au duc de Bavière, Albert V, qui lui avait facilité son travail : il avait trouvé aussi d’immenses ressources dans le cabinet des Fugger, et il possédait lui-même une collection de médailles formée avec beaucoup de soin et de recherches. Francesco Mezzabarba Birago a donné une édition augmentée du recueil d’Occo, Milan, 1683, in-fol. Elle a été reproduite avec des améliorations par Filippo Argelati, 1730, in-fol[réf. nécessaire].
- 1592 et de nouveau en 1596 à Heidelberg : recueil d’inscriptions antiques relevées en Espagne [5].